# Štefan Slanina
Štefan Slanina (23. prosince 1926 – 1. června 2007) byl slovenský fotbalista, obránce.

## Fotbalová kariéra
V československé lize hrál za Spartak Trnava. Nastoupil ve 187 ligových utkáních a dal 6 gólů.

## Ligová bilance
| Ročník                                     | Zápasy | Góly | Klub              |
| ------------------------------------------ | ------ | ---- | ----------------- |
| Státní liga 1948                           | -      | 0    | TŠS Trnava        |
| Celostátní československé mistrovství 1949 | -      | -    | Kovosmalt Trnava  |
| Celostátní československé mistrovství 1950 | -      | 5    | Kovosmalt Trnava  |
| Mistrovství československé republiky 1952  | -      | 0    | Kovosmalt Trnava  |
| Přebor československé republiky 1955       | -      | 1    | FC Spartak Trnava |
| 1. československá fotbalová liga 1956      | -      | 0    | Spartak Trnava    |
| 1. československá fotbalová liga 1957/58   | -      | 0    | Spartak Trnava    |
| 1. československá fotbalová liga 1958/59   | -      | 0    | Spartak Trnava    |
| 1. československá fotbalová liga 1959/60   | -      | 0    | Spartak Trnava    |
| 1. československá fotbalová liga 1960/61   | -      | 0    | Spartak Trnava    |
| 1. československá fotbalová liga 1961/62   | -      | 0    | Spartak Trnava    |
| CELKEM 1. liga                             | 187    | 6    |                   |